# Boreus kratochvili
Boreus kratochvili is een schorpioenvlieg uit de familie van de sneeuwvlooien (Boreidae). De wetenschappelijke naam van de soort is voor het eerst geldig gepubliceerd door Mayer in 1938.
De soort komt voor in Tsjechië en Slowakije.